# РПШ
РПШ — силовий гнучкий мідний кабель з гумовою ізоляцією в гумовій оболонці призначений для приєднання стаціонарних установок в електричних мережах на номінальну напругу до 660 В частотою до 400 Гц, а також для монтажу.
Проводи стійкі до впливу відносної вологості повітря до 98% при температурі 35 °C. Монтаж кабелю без попереднього прогріву повинен проводитись при температурі: не нижче −15 °C.

## Технічні характеристики
- Струмопровідна жила — мідна, багатодротова, круглої форми, 4-й клас гнучкості
- Ізоляція — гумова
- Оболонка — гумова
- Температура експлуатації — від −40 °C до +60 °C
- Тривало допустима температура жили при експлуатації до +65 °C
- Скрутка — ізольовані жили скручені, при скрутці допускається застосовувати сердечник і заповнення із гуми, волокнистих матеріалів і ПВХ пластикату

## Застосування
Гнучкі кабелі РПШ прокладаються зовні і всередині приміщень. Завдяки підвищеній стійкості до агресивних впливів зовнішнього середовища вони чудово підходять для прокладки по повітрю або в землі. До переваг даного виду кабелів також відносяться стійкість до фізичних впливів. Він добре витримує як подвійні, так і численні згини. Використання цього виду кабелю може забезпечити безперебійну роботу різноманітних пересувних установок і стаціонарних механізмів.

## Модифікації
Кабель РПШ може бути виконаний в різних варіантах:
- РПШМ. Відрізняється від РПШ морозостійкою гумовою оболонкою;
- РПШЭ. Кабель, що має обмотку із сталевого дроту, покритого цинком. Призначений для захисту струмопровідних жил від радіоперешкод;
- РПШЭМ. Об'єднує в собі переваги кабелів РПШМ і РПШЭ;
- РПШ-Т. Кабель РПШ в тропічному варіанті. Це значить, що оболонка цього кабелю виконана із гуми з антисептичним ефектом, яка отримується шляхом просочування всього кабелю спеціальним розчином, який захищає його від бактерій і плісняви.